# Kijowski Akademicki Teatr Młodzieżowy
Kijowski Akademicki Teatr Młodzieżowy (ukr. Київський національний академічний Молодий театр) – ukraiński teatr dramatyczny z siedzibą w Kijowie. Znany jest również jako Teatr Młodych (ukr. Молодий театр). Od 2019 posiada status instytucji narodowej.

## Historia
Instytucja powstała 14 grudnia 1979 jako Teatr Młodzieżowy (ukr. Молодіжний театр) na zlecenie Ministerstwa Kultury Ukraińskiej SRR. Pierwszy spektakl, Wrócę do ciebie na wiosnę!, wystawiono 26 kwietnia 1980. Już od początku działalności teatr wyróżniał się nowatorskim stylem i otwartością na współczesne tematy społeczne.
W jego repertuarze znalazły się m.in. ukraińskie prapremiery Alicji w Krainie Czarów (na podstawie tłumaczenia Borisa Zachodera), komedii Cylinder Eduardo De Filippo i Małej drużyny piłkarskiej Jewhena Szczerbaka. Spektakl Po dwóch zajcach stał się jednym z najbardziej rozpoznawalnych – grany był ponad 800 razy.
W 1995 teatr przyjął nazwę „Molodyy Teatr”. W latach 1996–2012 funkcję dyrektora artystycznego pełnił Stanisław Moisejew, który zainicjował otwarcie na międzynarodowe sceny teatralne. Wśród jego współpracowników znaleźli się m.in. Janusz Głowacki czy Jurij Szewczenko.
W 2014 teatr został członkiem Europejskiej Konferencji Teatralnej.

## Przestrzeń i działalność
Teatr dysponuje trzema scenami: główną (374 miejsca), kameralną (80 miejsc) oraz mikro sceną (50 miejsc). W ciągu jednego sezonu teatralnego odbywa się od 10 do 12 premier, co umożliwia prezentację co najmniej trzech spektakli dziennie, z wykorzystaniem wszystkich przestrzeni scenicznych.
Repertuar teatru obejmuje 51 różnorodnych inscenizacji – od klasyki, jak William Shakespeare, Henrik Ibsenczy Anton Czechow, po współczesnych dramatopisarzy, takich jak Martin McDonagh, Éric-Emmanuel Schmitt czy Tom Stoppard. Spektakle nie pokrywają się gatunkowo ani stylistycznie, co podkreśla artystyczną wszechstronność zespołu. W ciągu jednego sezonu wystawianych jest ponad 600 przedstawień.
Teatr regularnie uczestniczy w ogólnokrajowych i międzynarodowych festiwalach, organizuje tournée na terenie Ukrainy oraz inicjuje nowe projekty artystyczne. Instytucja aktywnie wspiera młodych twórców, zachęca do współpracy osoby zaangażowane, kreatywne i otwarte na nowoczesne formy teatru. Każdego roku na scenach teatru odbywają się premiery z udziałem młodych artystów, również w ramach praktyk i staży.